# 유현 (제남희왕)
제남희왕 유현(濟南釐王 劉顯, ? ~ 128년)은 후한 후기의 황족이자 제후왕이다.

## 생애
영건 원년(126년), 형 효왕을 끝으로 폐지되어 있었던 제남나라의 왕에 봉해져 가문을 이었다.
영건 3년(128년)에 죽어 시호를 희(釐)라 하였고, 아들 유광이 작위를 이었다.

## 출전
- 범엽, 《후한서》 권6 효순효충효질제기·권42 광무십왕열전

## 가계
- 제남간왕 유조 (아버지)
  - 제남효왕 유향 (형)
  - 제남희왕 유현
    - 제남도왕 유광 (아들)
    - 낙성정후 유문(樂城亭侯 劉文) (아들)

  - 형제 3명

| 선대 (1년 전) 형 제남효왕 유향 | 후한의 제남왕 125년 - 128년 6월 갑인일 | 후임 아들 제남도왕 유광 |